# Saverio Cannistrà
Saverio Antonio Gennaro Cannistrà (* 3. října 1958 Catanzaro) je italský římskokatolický duchovní, bosí karmelitán a arcibiskup Pisy.

## Život
Narodil se 3. října 1958 v Catanzaru.
Studoval literaturu na Univerzitě v Pise. Dne 17. září 1985 vstoupil do noviciátu Toskánské provincie Řádu bosých karmelitánů. Dne 14. září 1990 složil své věčné řeholní sliby. Teologické a filosofické vzdělání získal na Papežské univerzitě Gregoriana v Římě. Kněžské svěcení přijal 24. října 1992 z rukou arcibiskupa Alessandra Plottiho. Od roku 1995 přednášel na Papežské fakultě Teresianum trinitární teologii. Následující rok se stal provinčním radou a o tři roky později mistrem postulantů.
Roku 2003 začal přednášet na Papežské teologické fakultě Střední Itálie. Byl provinciálem toskánské provincie a roku 2009 byl zvolen generálním představeným řádu a kancléřem Papežské fakulty Teresianum. Dme 8. července 2019 byl jmenován členem Kongregace pro společnosti zasvěceného života a společnosti apoštolského života.
Dne 6. února 2025 jej papež František jmenoval Metropolitním arcibiskupem Pisy. Biskupské svěcení přijal 11. května z rukou arcibiskupa Giovanni Paola Benotta a spolusvětiteli byli biskup Botros Fahim Awad Hanna a kardinál Augusto Paolo Lojudice. Dne 29. června obdržel od papeže Lva XIV. pallium.